# 酂城镇
酂城镇是中华人民共和国河南省商丘市永城市下辖的一个镇。

## 行政区划
酂城镇下辖以下村级行政区划单位：
酂东村、五里村、王庄村、鞠庄村、夏三楼村、酂西村、袁庄村、薛庄村、王寨村、花园村、孙双楼村、宋庄村、卞庄村、王楼村、肖楼村、候寨村、乔集村、张庄村、刘庄村、龚庄村、中楼村、酂南村、姑庵村、夏庄村、张楼村、夏柏元村、胡楼村、曹庄村、李集村、丁各村、丁桥村、马六村和肖各村。